# Juan Expósito
Juan José Expósito Ruiz (ur. 28 października 1985 w Santanderze) – hiszpański piłkarz występujący na pozycji napastnika w UE Llagostera.